# Daniel 2
Daniel 2 este al doilea capitol al Cărții lui Daniel din Vechiul Testament. A fost scris în limba aramaică. În capitol se povestește cum Daniel a relatat și a interpretat un vis al lui Nabucodonosor al II-lea, regele Babilonului. În visul său de noapte, regele a văzut o statuie gigantică din patru metale, de la capul său din aur până la picioarele ei din fier amestecat și lut; în timp ce o privea, o piatră „netăiată de mâini omenești” a distrus statuia și a devenit un munte care a umplut întreaga lume. Daniel i-a explicat regelui că statuia reprezenta patru împărății succesive începând cu Babilonul, în timp ce piatra și muntele semnifica o împărăție stabilită de Dumnezeu care nu va fi niciodată distrusă și nici dată altui popor. Apoi Nabucodonosor recunoaște supremația Dumnezeului lui Daniel și pe profet îl ridică la înalte funcții în Babilon.
Cartea lui Daniel este „un text compus de istoricitate dubioasă din diverse genuri”, Daniel însuși fiind un personaj legendar. Cartea al cărei erou este se împarte în două părți, un set de povești în capitolele 1–6 din perioada nu mai devreme de perioada elenistică (323–30 î.Hr.) și seria de viziuni din capitolele 7–12 din epoca Macabeilor (de la mijlocul secolului al II-lea î.Hr.). Capitolul 2, în forma sa actuală, datează nu mai devreme de primele decenii ale Imperiului Seleucid (312–63 î.Hr.), dar rădăcinile sale pot ajunge până la căderea Babilonului (539 î.Hr.) și ascensiunea Imperiului Persan Ahemenid (c. 550–330 î.Hr.).

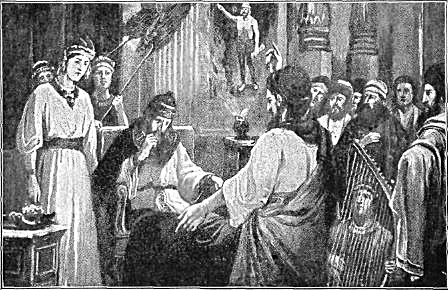
Daniel interpretând visul lui Nabucodonosor

Tema generală a lui Daniel este suveranitatea lui Dumnezeu asupra istoriei. La nivel uman, Daniel luptă împotriva magicienilor babilonieni care nu reușesc să interpreteze visul regelui, dar conflictul cosmic este între Dumnezeul lui Israel și falșii zeii babilonieni. Ceea ce contează nu sunt darurile umane ale lui Daniel, nici educația sa în artele divinației, ci „înțelepciunea divină” și puterea care aparține numai lui Dumnezeu, așa cum arată Daniel în momentul în care își îndeamnă tovarășii să caute mila lui Dumnezeu pentru interpretarea viselor regelui.

## Versetul 31
Tu, împărate, te uitai și iată că ai văzut un chip mare. Chipul acesta era foarte mare și de o strălucire nemaipomenită. Stătea în picioare înaintea ta și înfățișarea lui era înfricoșătoare.

## Versetul32
Capul chipului acestuia era de aur curat; pieptul și brațele îi erau de argint; pântecele și coapsele îi erau de aramă;

## Versetul33
fluierele picioarelor, de fier; picioarele, parte de fier și parte de lut.

## Versetul34
Tu te uitai la el, și s-a dezlipit o piatră fără ajutorul vreunei mâini, a izbit picioarele de fier și de lut ale chipului și le-a făcut bucăți.

## Versetul35
Atunci, fierul, lutul, arama, argintul și aurul s-au sfărâmat împreună și s-au făcut ca pleava din arie vara; le-a luat vântul și nici urmă nu s-a mai găsit din ele. Dar piatra care sfărâmase chipul s-a făcut un munte† mare și a umplut tot pământul.

## Interpretări
Interpretarea tradițională a visului identifică cele patru împărății ca Imperiul Babilonian (capul de aur), Imperiul Medo-Persan (pieptul și brațele de argint), Grecia (pântecele și coapsele de aramă) și Roman  (picioarele de fier și de lut).
Aceste regate apar și în capitolul 7, în care Daniel are o viziune cu patru fiare care se ridică din mare și i se spune că ele reprezintă cele patru regate.